# 瑟堡区
瑟堡区（法語：Arrondissement de Cherbourg）是法国芒什省所辖的一个区。总面积1661平方公里，总人口188676，人口密度114人/平方公里（2017年）。主要城镇为科唐坦地区瑟堡。瑟堡区辖有144个市镇。